# Erik Spångberg
Erik Vilhelm Bernhard Spångberg, född 31 augusti 1924 i Skäfthammar, död 9 januari 2007 i Gimo, var överste i svenska flygvapnet. 

## Biografi
Erik Spångberg var  son till kamreren Bernhard Spångberg och Rut Astrid Richnau. En syster var konstnären Eva Spångberg i Hjelmseryd. Han var uppväxt i Gävle och tog studentexamen 1945. Han tog examen vid Krigsflygskolan (F 5) år 1946 och började som jaktpilot med att flyga J 26 Mustang vid Upplands flygflottilj (F 16). Spångberg var chef för Flygvapnets bomb- och skjutskola (FBS), chef för Flygvapnets Krigsskola (F 20)  i Uppsala i fyra år, samt därefter flottiljchef för Blekinge flygflottilj (F 17) fram till 1984. Han utsågs till hedersmedlem i F 17 kamratförening.